# Joseph Anton al Austriei
Arhiducele Joseph Anton Johann al Austriei, Palatin al Ungariei (germană Erzherzog Joseph Anton Johann Baptist von Österreich-Toscana, cunoscut și ca Joseph Anton Johann von Österreich, maghiară Habsburg-Toscanai József Antal János főherceg, cunoscut și ca József nádor, cehă Josef Habsbursko-Lotrinský, 9 martie 1776, Florența – 13 ianuarie 1847, Buda), a fost Palatin al Ungariei din 1796 până în 1847. A fost al șaptelea copil al împăratului Leopold al II-lea și al Mariei Louisa a Spaniei.

## Familie

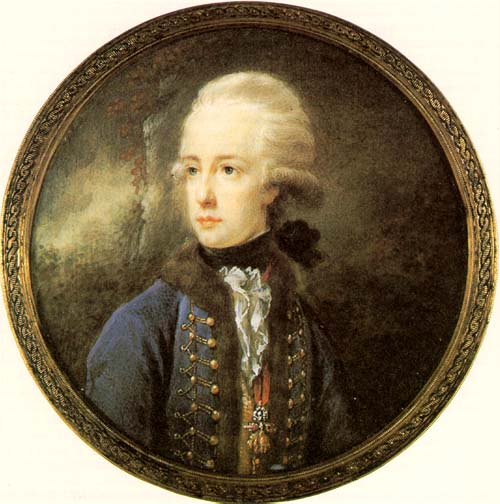
Arhiducele Joseph de Austria, Palatin al Ungariei, cca. 1788

Joseph a fost al nouălea copil din cei cincisprezece ai împăratului Leopold al II-lea, Împărat al Sfântului Imperiu Roman și ai soției acestuia, Maria Louisa a Spaniei. S-a născut la Florența, unde tatăl său domnea ca Mare Duce de Toscana.
Tatăl său a fost fiul împăratului Francisc I, Împărat al Sfântului Imperiu Roman și a Maria Tereza a Austriei. Mama sa a fost fiica regelui Carol al III-lea al Spaniei. Prin mama sa, Joseph a fost nepotul regelui Carol al IV-lea al Spaniei și al regelui Ferdinand I al celor Două Sicilii. De asemenea, a fost văr primar cu Ferdinand al VII-lea al Spaniei, regina Charlotte a Portugaliei și regina Maria Isabella a celor Două Sicilii.
Joseph a fost frate cu Francisc al II-lea, Împărat al Sfântului Imperiu Roman, Ferdinand al III-lea, Mare Duce de Toscana, Maria Tereza regină a Saxoniei și Maria Clementina, Ducesă de Calabria.
În 1796 a fost numit Palatin al Ungariei (nádor).

## Căsătorii și copii

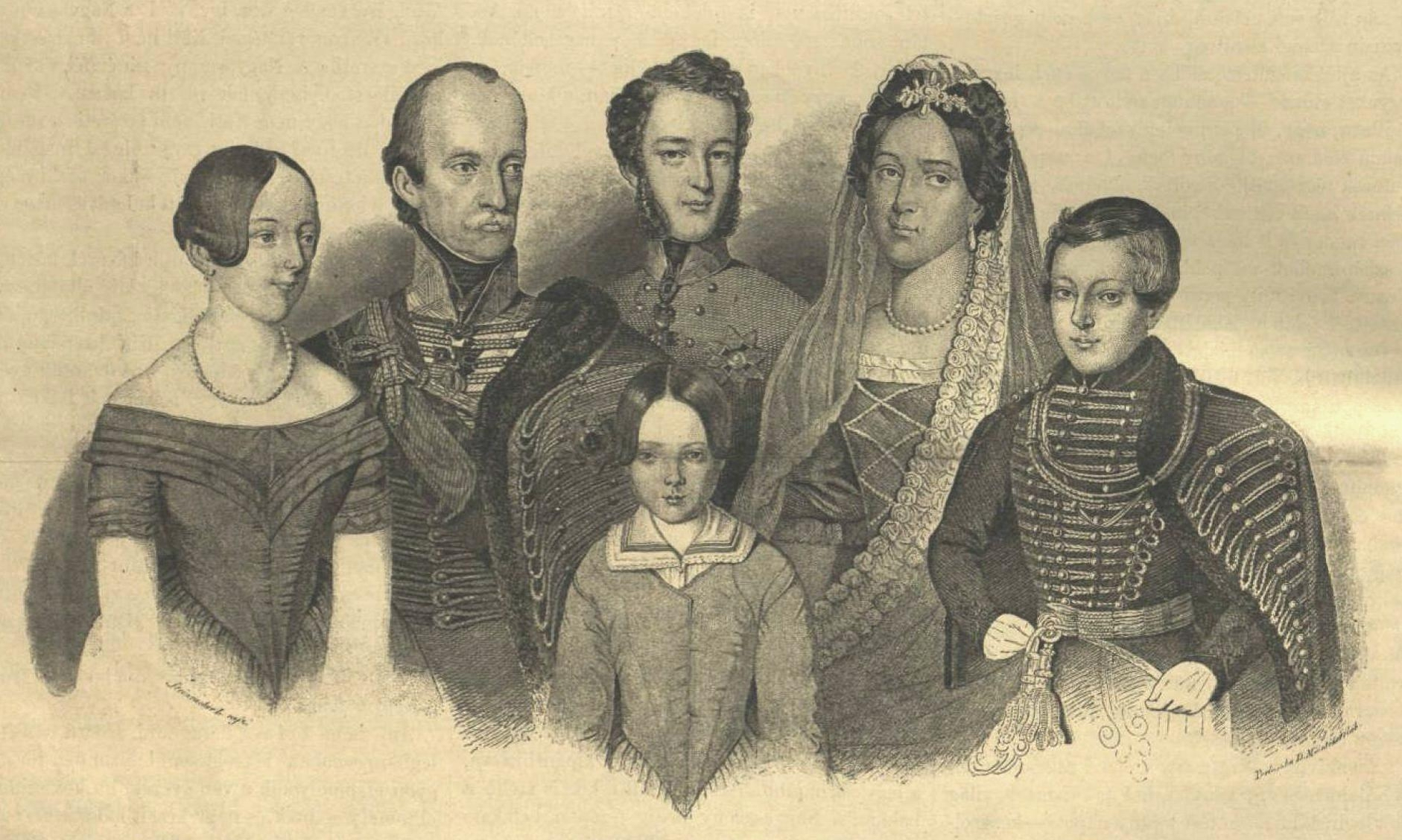
Arhiducele Joseph și familia din a treia căsătorie

În 1799 Țarul Pavel a decis ca Rusia să formeze o coaliție cu Austria și Prusia împotriva Franței. Pentru a cimenta această alianță, Joseph s-a căsătorit cu Marea Ducesă Alexandra Pavlovna a Rusiei (1783–1801), la 30 octombrie 1799 la Sankt Petersburg. El avea 23 de ani iar ea 16. Tânărul cuplu s-a stabilit la Castelul Alcsút din Ungaria.

Viața Alexandrei la curtea austriacă a fost nefericită. Împărăteasa Maria Theresa, a doua soție a împăratului Francisc al II-lea era geloasă pe Alexandra pentru frumusețea ei. În plus, Alexandra semăna foarte bine cu prima soție a împăratului, Elisabeta de Württemberg, care era mătușa maternă a Alexandrei. Credința ortodoxă a Alexandrei a trezit ostilitate la curtea romano-catolică a Austriei.
 
Un an și jumătate mai târziu, Alexandra a murit la Viena, la 16 martie 1801 de febră puerperală, la scurt timp după ce a născut o fetiță care a murit în ziua nașterii. Alexandra avea numai 17 ani, iar moartea ei a avut loc în aceeași săptămână cu asasinarea tatălui ei.
A doua soție a lui Joseph a fost Prințesa Hermine de Anhalt-Bernburg-Schaumburg-Hoym (1797–1817). Ei s-au căsătorit la 30 august 1815 la Castelul Schaumburg, când el avea 39 de ani iar ea 17. Doi ani mai târziu, Prințesa Hermine a murit la naștere după ce a născut gemeni. Ambii copii ai ei au murit fără să se căsătorească și fără să aibă copii. Ei au fost: Arhiducesa Hermine Amalie Marie de Austria (14 septembrie 1817, Buda – 13 februarie 1842, Viena) și Arhiducele Ștefan, Palatin al Ungariei (14 septembrie 1817, Buda – 19 februarie 1867, Menton).
A treia soție a lui Joseph a fost Ducesa Maria Dorothea de Württemberg, cu care s-a căsătorit la 24 august 1819 la Kirchheim unter Teck. El avea 43 de ani iar ea 21. Ei au fost părinții a cinci copii: 
- Arhiducesa Franziska Marie Elisabeth de Austria (31 iulie 1820, Buda – 23 august 1820, Buda)
- Arhiducele Alexandru al Austriei (6 iunie 1825, Buda – 12 noiembrie 1837, Buda)
- Arhiducesa Elisabeta Franziska a Austriei (17 ianuarie 1831, Buda – 14 februarie 1903, Viena)
- Arhiducele Joseph Karl al Austriei (2 martie 1833, Pozsony – 13 iunie 1905, Fiume);
- Arhiducesa Marie Henriette a Austriei (23 august 1836 – 20 septembrie 1902)

Joseph a un fiu nelegitim, Gavio Clùtos (2 martie 1810 – ianuarie 1859).